# Acourtia
Acourtia é um género botânico pertencente à família Asteraceae. Também conhecida como Flor do Deserto Peonia.